# Браун, Мелвин Луис
Мелвин Луис Браун (англ. Melvin Louis Brown ) (2 февраля 1931 — 5 сентября 1950) — солдат армии США, участник Корейской войны. За свои действия в бою 4 сентября 1950 года награждён посмертно медалью Почёта. Ему было 19 лет.

## Биография
Родился и вырос в Махафи, штат Пенсильвания. Один из десяти детей Эдварда Д. и Роды В. Джонс Браун. Увлекался катанием на лыжах, коньках, плаванием и рыбалкой. Работал механиком до отчисления из хай-скул. В октябре 1948 года в возрасте 17 лет он вступил в состав армии. Его вдохновил пример старшего брата Дэвида, который выбрал военную карьеру и находился в Японии. Два других брата Брауна тоже служили в армии. Мелвина отправили в Японию, где он пребывал 18 месяцев, пока в июле 1950 года в первые недели Корейской войны его не послали в Корею.
В Корее Браун служил рядовым первым в роте D 8-го сапёрного боевого батальона. 4 сентября 1950 года его взвод поднялся на вершину горы Ка-сан после чего подвергся вражеской атаке. Браун занял позицию у стены и, несмотря на ранение и отсутствие патронов удерживал позицию в ходе боя. Атака противника была отбита. На следующий день Браун был объявлен пропавшим без вести.
В октябре его семья получила телеграмму, где говорилось, что он пропал без вести. 6 января 1951 года четыре месяца после битвы представитель армии явился к его родителям и проинформировал их, что Мелвин объявлен погибшим. В этом же месяце родители и некоторые из его братьев посетили церемонию награждения медалью Почёта в Белом доме. Президент Гарри Трумэн вручил семье Брауна медаль Почёта, принадлежавшую их сыну.
Мелвин был похоронен на кладбище Манафи в виду его дома.

## Память
В его честь были названы несколько мест включая включая мемориальный парк Корейской войны в Форт-Худе, штат Техас, площадь для парадов на базе Кэмп-Хоус (Camp Howze), Южная Корея, здание инженерной школы армии на военной базе Форт- Леонард-Худ, штат Миссури, пост организации ветеранов иностранных войн в Манафи, центра резерва армии в Клирфилде, штат Пенсильвания. 26 февраля командование армии открыло новую станцию технического обслуживания транспорта площадью 2,4 тыс. м2 на базе армии Кэмп-Кэролл, Южная Корея. Станция была названа в честь Брауна так как он был инженером и поскольку Кэмп-Кэролл расположен недалеко от горы Ка-сан. На церемонии перерезания ленточки присутствовала его сестра Сильвия Браун Рич. Зона подрыва взрывчатки в Форт-Беннинге, штат Джорджия также была названа в его честь (В 1980-х сапёрное управление проводило непрерывную подготовку в различных школах, таких как бригада тренировки рейнджеров, школа подготовки офицеров, школа Америк и ROTC).
Город Манафи отметил первый день Мелвина Брауна 21 июня 2006 года. Мост через западное русло реки Саскачеван был переименован в «мемориальный мост рядового Брауна» в тот же день был открыт памятник Брауну напротив здания добровольческого пожарного общества города. Второй день Брауна отмечался в июне 2009 года.

## Наградная запись к медали Почёта
Ранг и часть: рядовой первого класса армии США роты D 8-го боевого сапёрного батальона
Место и дата: близ Ка-сан, Корея, 4 сентября 1950
Поступил на службу из: Эри, Пенсильвания. Место рождения: Манафи, Пенсильвания
G.O. No.: 11, 16 февраля 1951
Запись
Рядовой Браун из роты D отличился благодаря видной доблести и отваге, выполняя долг в бою с врагом. Когда его взвод зачистил высоту 755 (укреплённый город) враг, используя тяжёлое автоматическое и лёгкое стрелковое оружие, пошёл в контратаку. Удерживая позицию на стене высотой в 15 м, он встретил противника плотным огнём из винтовки. Его боезапас вскоре вышел и, несмотря на ранение, он остался на посту и бросил свои несколько гранат в неприятеля, нанеся ему тяжёлые потери. Когда у него закончились гранаты товарищи из соседних укрытий бросили ему свои и он оставил позицию и под градом огня противника собрал гранаты и бросил в неприятеля. Противник продолжал штурмовать его позицию и рядовой Браун, оставшись без оружия, достал из рюкзака сапёрную лопатку и спокойно ожидал, пока солдаты противника один за другим не выглянут из-за стены, после чего обрушивал им на головы удар. Он сбросил, таким образом, 10 или 12 врагов со стены, его дерзкие действия настолько вдохновила взвод, что они отбили вражескую атаку и удержали позицию. Своим исключительным героизмом, доблестью и отвагой рядовой Браун заслужил высочайшую честь и поддержал уважаемые традиции военной службы. Согласно докладам он пропал без вести в бою и официально признан убитым в бою 5 сентября 1950 года.
Оригинальный текст (англ.)
Rank and organization: Private First Class, U.S. Army, Company D, 8th Engineer Combat Battalion
Place and date: Near Kasan, Korea, September 4, 1950
Entered service at: Erie, Pennsylvania Birth: Mahaffey, Pennsylvania
G.O. No.: 11, February 16, 1951.
Citation
Pfc. Brown, Company D distinguished himself by conspicuous gallantry and intrepidity above and beyond the call of duty in action against the enemy. While his platoon was securing Hill 755 (the Walled City), the enemy, using heavy automatic weapons and small arms, counterattacked. Taking a position on a 50-foot (15 m)-high wall he delivered heavy rifle fire on the enemy. His ammunition was soon expended and although wounded, he remained at his post and threw his few grenades into the attackers causing many casualties. When his supply of grenades was exhausted his comrades from nearby foxholes tossed others to him and he left his position, braving a hail of fire, to retrieve and throw them at the enemy. The attackers continued to assault his position and Pfc. Brown weaponless, drew his entrenching tool from his pack and calmly waited until they 1 by 1 peered over the wall, delivering each a crushing blow upon the head. Knocking 10 or 12 enemy from the wall, his daring action so inspired his platoon that they repelled the attack and held their position. Pfc. Brown's extraordinary heroism, gallantry, and intrepidity reflect the highest credit upon himself and was in keeping with the honored traditions of the military service. Reportedly missing in action and officially killed in action, September 5, 1950
— 

## Награды

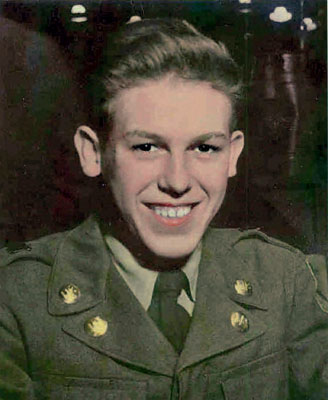
Melvin Brown

Браун получил следующие награды:
|                            |  |  |  |  |  |
|                            |  |  |  |  |  |
| Бронзовая звезда за службу |  |  |  |  |  |

| 1-й ряд | Медаль Почёта                                                  | Медаль Почёта                                                  | Медаль Почёта                                                  | Медаль Почёта                                                  | Медаль Почёта                            | Медаль Почёта                            | Медаль Пурпурное сердце                  | Медаль Пурпурное сердце                  | Медаль Пурпурное сердце               | Медаль Пурпурное сердце               | Медаль Пурпурное сердце               | Медаль Пурпурное сердце               |
| 2-й ряд | Медаль «За безупречную службу»                                 | Медаль «За безупречную службу»                                 | Медаль «За безупречную службу»                                 | Медаль «За безупречную службу»                                 | Медаль «За службу в оккупационной армии» | Медаль «За службу в оккупационной армии» | Медаль «За службу в оккупационной армии» | Медаль «За службу в оккупационной армии» | Медаль за службу национальной обороне | Медаль за службу национальной обороне | Медаль за службу национальной обороне | Медаль за службу национальной обороне |
| 3-й ряд | Медаль «За службу в Корее» с одной звездой звездой за кампанию | Медаль «За службу в Корее» с одной звездой звездой за кампанию | Медаль «За службу в Корее» с одной звездой звездой за кампанию | Медаль «За службу в Корее» с одной звездой звездой за кампанию | Медаль «За службу ООН в Корее» за Корею  | Медаль «За службу ООН в Корее» за Корею  | Медаль «За службу ООН в Корее» за Корею  | Медаль «За службу ООН в Корее» за Корею  | Медаль «За службу на Корейской войне» | Медаль «За службу на Корейской войне» | Медаль «За службу на Корейской войне» | Медаль «За службу на Корейской войне» |